# 3 Żelazna Brygada Artylerii
3 Żelazna Brygada Artylerii – oddział artylerii Armii Ukraińskiej Republiki Ludowej.

## Formowanie i działania
Rozkazem dowództwa Armii Czynnej nr 73 z 8 maja 1920 wyznaczony został pierwszy dowódca 2 Brygady Artylerii gen. Wołodymyr Bańkiwskij.
Rozkazem dowódcy 3 Żelaznej Dywizji Strzelców nr 27 z 9 czerwca zmieniono numer porządkowy na 3, a wchodzące w jej skład 4. i 5 pułk artylerii przemianowano odpowiednio na 7. i 8 kureń artylerii. Nieco później sformowano 9 kureń artylerii. 1 sierpnia brygada posiadała 12 lekkich dział polowych przekazanych Ukraińcom przez Wojsko Polskie.
W październiku Armia URL przeprowadziła mobilizację. W jej wyniku liczebność jej oddziałów znacznie wzrosła. W związku z podpisaniem przez Polskę układu o zawieszeniu broni na froncie przeciwbolszewickim, od 18 października  wojska ukraińskie zmuszone były prowadzić działania zbrojne samodzielnie.
10 listopada rozpoczęła się ofensywa wojsk bolszewickich. Tego dnia 8 kureń artylerii utracił wszystkie swoje działa i większą część żołnierzy.
Pod koniec listopada 3 Żelazna Brygada Artylerii przeszła na zachodni brzeg Zbrucza, gdzie została rozbrojona przez oddziały polskie i internowana.

## Struktura organizacyjna
Stan we wrześniu 1920
- dowództwo i sztab
- drużyna łączności
- 7 kureń artylerii
- 8 kureń artylerii
- 9 kureń artylerii
- park artyleryjski

## Żołnierze oddziału
| Dowództwo jednostki             |                        |       |
| Stopień, imię i nazwisko        | Okres pełnienia służby | Uwagi |
| Dowódcy brygady                 |                        |       |
| gen. chor. Wołodymyr Bańkiwskyj | 8 V – 14 VI            |       |
| płk Hryhoryj Czyżewskyj         | 14 VI – koniec wojny   |       |